# Where’s Charley?
Where’s Charley? ist eine britische Filmkomödie von David Butler aus dem Jahr 1952. Der Film basiert auf dem gleichnamigen Musical von George Abbott aus dem Jahr 1942, welches wiederum eine Adaption des Stücks Charleys Tante (Originaltitel: Charley’s Aunt) von Brandon Thomas aus dem Jahr 1892 ist.

## Handlung
Die beiden Studenten Charley und Jack wollen sich mit Amy und Kitty verabreden. Die beiden willigen aber nur ein, wenn eine Anstandsdame dabei sein wird. So beschließt Charley seine eigene Tante aus Brasilien zu spielen, da diese kurzfristig absagt.

## Hintergrund
Der Film wurde von der Produktionsfirma Warner Bros. fertiggestellt und vertrieben. Der Musicalfilm wurde in Mono, bei einem Seitenverhältnis von 1,37:1 auf einem 35-mm-Film, aufgenommen. Als Drehorte wählte man Oxford aus, weitere Aufnahmen entstanden im Filmstudio von Warner Bros. in Teddington, England.
Der Film feierte am 26. Juni 1952 in New York City seine Premiere.
Charleys Tante wurde zu diesem Zeitpunkt bereits mehrfach als Verfilmung produziert. Die erste Verfilmung war ein italienischer Stumm-Kurzfilm aus dem Jahr 1911. Die erste deutschsprachige Filmumsetzung wurde mit Heinz Rühmann in der Hauptrolle unter dem Titel Charleys Tante in Deutschland produziert. Für diese Darstellung erntete Rühmann schlechte Kritiken. 1963 erschien eine österreichische Produktion unter gleichen Namen mit Peter Alexander als Tante Charley und erhielt dafür ebenfalls schlechte Kritiken.

## Rezeption
Bosley Crowther von der New York Times beurteilte die Darstellung von Ray Bolger als gelungen, der die Rolle geschickt umgesetzt hat. Die verwendeten Kostüme, die Sets und Aufnahmen wirkten authentisch, dies fehle der Verfilmung aber selbst.